# 빌바오 공항

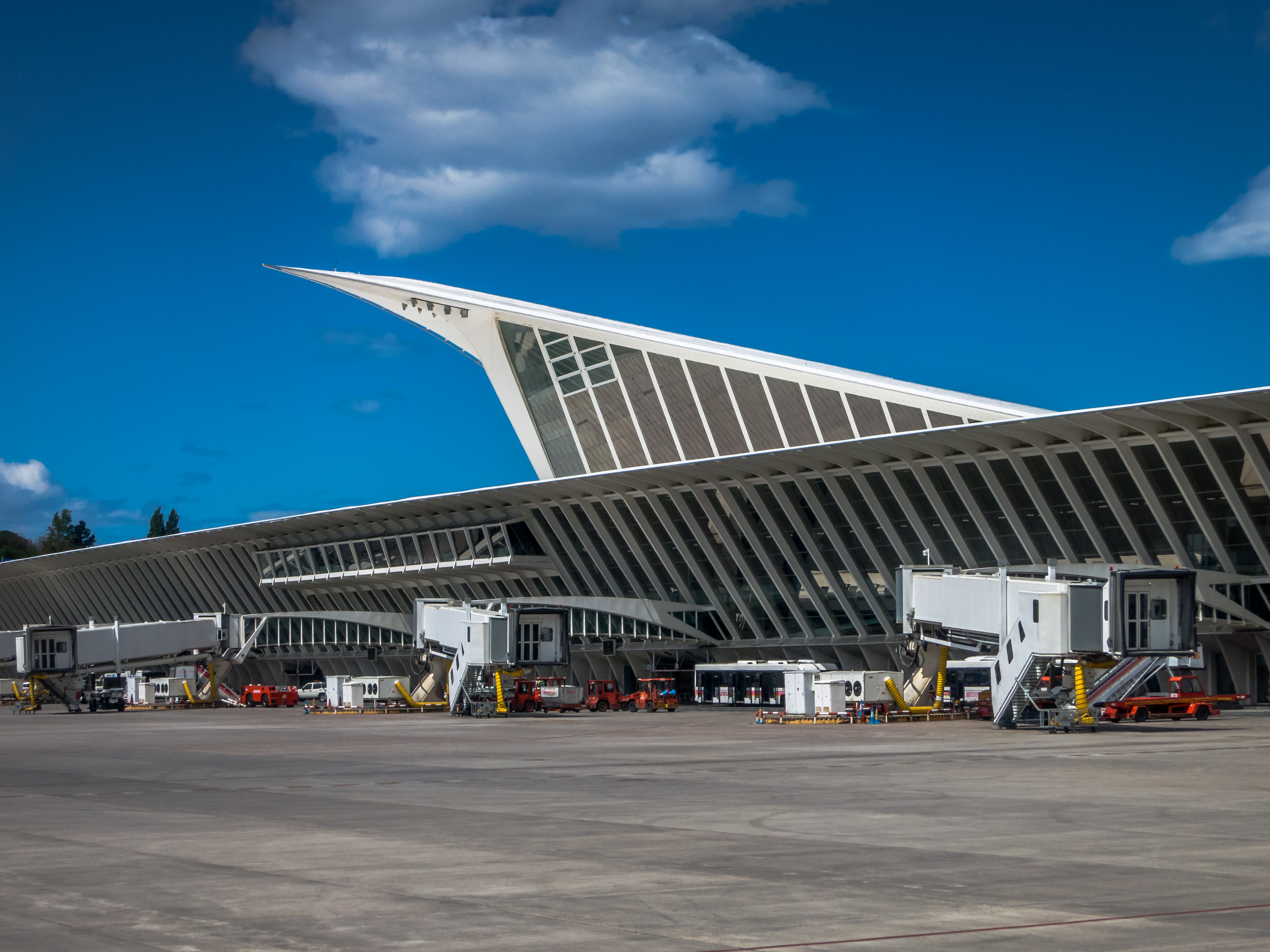

빌바오 공항(Bilbao Airport, IATA: BIO, ICAO: LEBB)은 비스카이아도 빌바오에서 북쪽으로 9킬로미터 지점에 위치한 작은 국제공항이다. 바스크주와 스페인 북부 최대의 공항이며 2018년 기준 승객 수는 5,469,453명이다. 2000년 산티아고 칼라트라바가 개항한 새 메인 터미널로 유명하다.
1928년 건조되었다.